# Gerd Knabe
Gerd Knabe (* 13. Januar 1923 in Marburg; † 2016) war ein rechtsextremer Autor und Kabarettist. Der ehemalige SS-Obersturmführer der Waffen-SS wurde seit 1952 als Gründer, Leiter, Texter und Komponist seines Reise-Kabaretts Die Zeitberichter bekannt.

## Leben
Knabe meldete sich nach dem Notabitur freiwillig zum 30. Oktober 1940 zur Waffen-SS (SS-Nummer 456.073), in der er mehrfach ausgezeichnet wurde und bis zum 30. Januar 1945 zum Obersturmführer (entspricht dem Grad eines Oberleutnants) aufstieg. Bereits in der Kriegsgefangenschaft trat er mit parodistischen Beiträgen hervor. Sein erstes beachtetes Programm Die Himmelskugel schrieb und spielte er 1947 in Regensburg im dortigen US-Internierungslager.
1952 gründete Knabe das rechtsextreme politische Kabarett Die Zeitberichter, dessen Leiter, Hauptautor und Hauptdarsteller er bis 1979 war. Parallel dazu traten er und die meisten Mitdarsteller, darunter seine Ehefrau Peppi Kausch, von 1958 bis 1979 mit seinem gleichzeitig betriebenen eher unpolitischen Tourneetheater namens Frankfurter Brettl auf. Nach dem Ende der beiden Gruppen ging Knabe bis 1990 als Solist auf Tournee.
Er verfasste 1977 ein unter Neonazis bis heute beliebtes Lied in der Tradition der Hitlerjugend. In den 1980er Jahren war er des Öfteren Redner bei Treffen der Jungen Nationaldemokraten.
Knabe gab fast alle seine kabarettistischen Texte und Lieder in Buchform heraus. 1987 verfasste er eine Autobiographie unter dem Titel: Von der Waffen-SS zum Kabarett. Daneben schrieb er unter anderem Glossen für die Deutsche National-Zeitung. Später verfasste er auch als „politische Aufklärungsschriften“ verbreitete Publikationen und Ähnliches für die NPD. 1988 behauptete er in einer Schrift, das Tagebuch der Anne Frank sei gefälscht.
Der Bundesanzeiger Nr. 98 vom 31. Mai 1989 gab die Indizierung von Knabes Schrift Jeder Tag zählt bekannt.

## Einzelbelege
1. ↑  Nachruf: https://zuendstoff-nachrichten.de/2016/08/nachruf-auf-gerd-knabe/
2. ↑  Klaus Budzinski: Das Kabarett. 100 Jahre literarische Zeitkritik - gesprochen - gesungen - gespielt, ECON Taschenbuch Verlag, 1985, S. 7 und 282
3. ↑  Bundesarchiv R 9361-III/535983
4. ↑  Erika Funk-Hennigs, Johannes Jäger: Rassismus, Musik und Gewalt: Ursachen, Entwicklungen, Folgerungen. 1996, S. 131.
5. ↑  Jörg Fischer: Wie rechtsextreme Organisationen Jugendliche rekrutieren. In: Christoph Butterwegge, Georg Lohmann: Jugend, Rechtsextremismus und Gewalt: Analyse und Argumente. Leske + Budrich, Opladen 2001, ISBN 3-8100-3222-0, S. 104.
6. ↑  Gerd Knabe: Die Wahrheit über "Das Tagebuch der Anne Frank", 2. Auflage, Winkelberg Verlag, 1994
7. ↑   Bundesprüfstelle für Jugendmedien: Indizierte Trägermedien (Memento des Originals vom 25. Mai 2011 im Internet Archive)  Info: Der Archivlink wurde automatisch eingesetzt und noch nicht geprüft. Bitte prüfe Original- und Archivlink gemäß Anleitung und entferne dann diesen Hinweis.

| Personendaten    | Personendaten         |
| ---------------- | --------------------- |
| NAME             | Knabe, Gerd           |
| KURZBESCHREIBUNG | deutscher Kabarettist |
| GEBURTSDATUM     | 13. Januar 1923       |
| GEBURTSORT       | Marburg               |
| STERBEDATUM      | 2016                  |